# Red Shoe Diaries
Red Shoe Diaries is een soft-erotische (niet-pornografische) televisieserie die oorspronkelijk van 27 juni 1992 tot en met 1 juni 1997 werd uitgezonden door Showtime. De reeks bestaat uit in totaal 66 afleveringen verdeeld over vijf seizoenen. De serie volgde uit een gelijknamige televisiefilm uit mei 1992, die tevens de start was van een reeks direct-naar-dvd-films waarvan delen bleven verschijnen tot en met 2001.

## Uitgangspunt
Iedere aflevering van Red Shoe Diaries bestaat uit een volkomen op zichzelf staand verhaal. Deze beginnen wel allemaal met een introductie door Jake Winters (David Duchovny), die met zijn hond Stella naar zijn brievenbus loopt en daar de brief uithaalt die in het daaropvolgende verhaal centraal staat. Ieder schrijven dat hij daarop voorleest, begint met Dear Red Shoes, naar aanleiding van Winters' advertentie. Hierin vraagt hij vrouwen om persoonlijke verhalen over liefde, passie en verraad naar zijn alias te sturen.
Winters is een alleenstaande man wiens verloofde zelfmoord pleegde. Zij had een affaire met een schoenenverkoper die haar een paar rode schoenen met hoge hakken verkocht. Winters hoopt door de verhalen van de vrouwen die op zijn advertentie reageren erachter te komen waarom zijn verloofde haar leven beëindigde.

## Films
| - Red Shoe Diaries - Red Shoe Diaries 2: Double Dare - Red Shoe Diaries 3: Another Woman's Lipstick - Red Shoe Diaries 4: Auto Erotica - Red Shoe Diaries 5: Weekend Pass - Red Shoe Diaries 6: How I Met My Husband - Red Shoe Diaries 7: Burning Up - Red Shoe Diaries 8: Night of Abandon - Red Shoe Diaries 9: Slow Train - Red Shoe Diaries 10: Some Things Never Change | - Red Shoe Diaries 11: Farmer's Daughter - Red Shoe Diaries 12: Girl on a Bike - Red Shoe Diaries 13: Four on the Floor - Red Shoe Diaries 14: Luscious Lola - Red Shoe Diaries 15: Forbidden Zone - Red Shoe Diaries 16: Temple of Flesh - Red Shoe Diaries 17: Swimming Naked - Red Shoe Diaries 18: The Game - Red Shoe Diaries 19: As She Wishes - Red Shoe Diaries 20: Caged Bird |

## Bekende acteurs/actrices
Onder andere de volgende acteurs en actrices zijn te zien in een aflevering van Red Shoe Diaries:
| - Adewale Akinnuoye-Agbaje - Christopher Atkins - Carmit Bachar - Brigitte Bako - Steven Bauer - Nick Chinlund - Margaret Cho - Denise Crosby - Maryam d'Abo - Caitlin Dulany | - Beverly Johnson - Kenny Johnson - Tchéky Karyo - Udo Kier - Robert Knepper - Alla Korot - Scott Lawrence - Christian LeBlanc - Matt LeBlanc | - Sheryl Lee - Heidi Mark - Lupe Ontiveros - Perrey Reeves - Jennifer Rhodes - Joan Severance - Ally Sheedy - Nina Siemaszko - Arnold Vosloo |